# Jean François Gaultier
Jean François Gauthier (Gautier, Gauthier o Gaultier) (La Croix-Avranchin, 6 de octubre de 1708-Quebec, 10 de julio de 1756) fue un médico y naturalista francés. En mayo de 1745, fue elegido en la Academia de Ciencias de Francia.

## Trabajo científico
Su producción científica total fue del orden de 1500 páginas en manuscrito, que datan de alrededor de la mitad de la "gobernación" de La Galissonière y de la que fue publicado alrededor de una décima. Su contribución científica fue principalmente indirecta, a través de Henri-Louis Duhamel du Monceau, Pehr Kalm y Jean-Étienne Guettard.
A petición de Duhamel du Monceau, Gaultier creó en noviembre de 1742 en la ciudad de Quebec la primera estación meteorológica de Canadá y mantiene un diario del tiempo todos los días. Sus informes van acompañados de valiosos comentarios sobre la vida de la colonia, especialmente en el estado de la agricultura.
Por gusto, y quizá sobre todo por el apoyo de la Galissonière, es la botánica la que absorbe la mayor parte de su esfuerzo intelectual. La medicina popular, las hierbas medicinales y el uso de la madera le llamaron la atención. Ayudó a popularizar varios cultivos, productos farmacéuticos u otros. Compiló el vocabulario botánico canadiense y preparó varios documentos; publicando las del sirope de arce y la fabricación de brea y resina. Duhamel du Monceau emitirá aproximadamente 115 páginas del trabajo de Gaultier.
En 1752 , Gauthier envía muestras de minerales a Guettard, lo que le permite desarrollar una teoría general sobre la distribución de los minerales y la estructura de la teoría de los continentes que ya había aplicado en los estudios en Egipto, Francia y Suiza. Por Gaultier, ampliará su teoría a la de América del Norte.
Ayudado de una red de corresponsales locales, Gaultier hizo varios envíos de animales a Réaumur: aves, peces y mamíferos, sobre todo, algunos de los cuales están acompañados de documentos sobre los hábitos de estos animales. Se le atribuye el "excelente trabajo en entomología", sin que sepamos las razones de ese cumplido. Por otra parte, el desarrollo para Reaumur un termómetro, probablemente motivado por las necesidades de un instrumento más adecuado para Canadá .
Falleció de tifus, en 1756.

## Obra
- Histoire du sucre d’érable (ca. 1750)
- Maniere de retirer le suc résineux du pin, et d’en faire le brai-sec et la résine jaune suivant les pratiques qu’on suit au Canada (1755)
- Lettre de M. Jean-François Gaultier à ses commettans... 12 août 1790. Ed. Baudouin. 22 pp.
- Observations botanico-météorologiques faites à Québec. 569 pp.
- La France littéraire ou dictionnaire bibliographique des savants, historiens et gens de lettres de la France, ainsi que les littérateurs étrangers qui ont écrit en français, plus particulièrement: pendant les XVIIIè et XIXè siècles, vol. 10. Ed. Firmin Didot père et fils (1828)

## Eponimia
Género
- (Ericaceae) Gaultheria Kalm ex L. 1748 [2]
- (Ericaceae) Gaulthieria Klotzsch 1851[3]